# Mario Cervo
Mario Cervo (Olbia, 27 agosto 1929 – 8 ottobre 1997) è stato un produttore discografico, conduttore radiofonico e dirigente sportivo italiano, nonché importante appassionato della musica e della cultura sarda.

## Biografia
Mario Cervo perde il padre in giovane età facendosi carico del sostentamento della famiglia. Nei primi anni 50 lavora come portuale a Olbia e nello stesso periodo inizia la sua attività di raccolta di materiale fonografico sardo, grazie alla sua passione per il cantu a chiterra ed in particolare per il cantadore Gavino De Lunas.
Nel 1962, insieme a suo cugino, il noto autore di canzoni Astro Mari, che in seguito si ritirerà dalla società, fonda la prima casa discografica attiva in Sardegna chiamandola Nuraghe, e con la quale pubblicherà principalmente dischi in Lingua sarda. I prodotti musicali sono particolarmente curati, con copertine ricche di note sul contenuto. Di alcune incisioni Nuraghe è possibile effettuarne l'ascolto sul sito multimediale della Regione Sardegna
La sua attività nel campo dell'intrattenimento prosegue anche negli anni 70, quando partecipa alla fondazione della prima radio libera di Olbia, dove conduce una trasmissione esclusivamente in lingua sarda.
Fra le altre sue iniziative, si ricorda la fondazione della Società Ciclistica Terranova. Per il suo impegno nell'attività ciclistica è stato istituito il "Memorial Mario Cervo", gara ciclistica per juniores giunta alla quindicesima edizione.
Fonda anche l'associazione culturale S'Abboju per la valorizzazione della cultura sarda. In suo nome viene istituito il Premio Speciale Mario Cervo nell'ambito del Premio di Poesia Multietnica della città di Olbia.
In molti momenti collabora con l'Università di Cagliari per gli studi in fatto di cultura e lingua sarda nell'isola o al di fuori di essa.

## L'Archivio Mario Cervo
L'Archivio Mario Cervo dall'8 giugno 2014 ha la sua sede ad Olbia, dove si ha la possibilità di fare ricerca su tutto il materiale presente nell'Archivio ed all'ascolto del materiale sonoro. 
La raccolta è stata catalogata e digitalizzata, a cura dell'Istituto superiore regionale etnografico, dall'etnomusicologo Paolo Angeli.
L'Archivio rappresenta la più importante collezione di supporti fonografici prodotti in Sardegna e/o da artisti sardi. È quindi principalmente composta da materiale fonografico, ma sono presenti anche libri e giornali. Come materiale fonografico è composta da oltre 10.000 supporti ordinati in 7.500 schede che permettono di effettuare una ricerca approfondita su quanto è accaduto musicalmente in Sardegna nel Novecento.
Fra le finalità che l'Archivio si propone vi è anche quella di pubblicare, di concerto con l'ISRE al fine di favorirne la diffusione, il materiale raccolto. La prima pubblicazione del 2007 è un cofanetto di quattro CD intitolato Canto in Re con libretto dei testi e delle traduzioni allegato. La raccolta è dedicata, nei primi due cd ai vecchi cantadores che hanno realizzato le loro incisioni su 78 giri. Gli altri due cd sono invece dedicati a Mario Scanu e a Ciccheddu Mannoni.
A completamento dell'opera esiste un libro, dal titolo Canto In Re, autore Paolo Angeli, editore ISRE. Il libro è sottotitolato La gara a chitarra nella Sardegna Settentrionale ed è il risultato di una ricerca sul campo iniziata nel 1993.

## Il Premio Discografico Mario Cervo
È stato istituito nel 2015 il Premio Discografico Mario Cervo che intende premiare il lavoro dei musicisti sardi che producono un disco (Cd O vinile). Un'apposita giuria seleziona fra i dischi pubblicati nell'anno precedente, i cinque che verranno eseguiti dal vivo in una serata che si svolge generalmente nel mese di giugno ad Olbia. La serata è condotta da Giacomo Serreli con la collaborazione di Tommy Rossi. Oltre ai Cd pubblicati nell'anno precedente .iene premiato un "Disco Storico" particolarmente rappresentativo nella storia della discografia sarda.